# Massimo Montanari

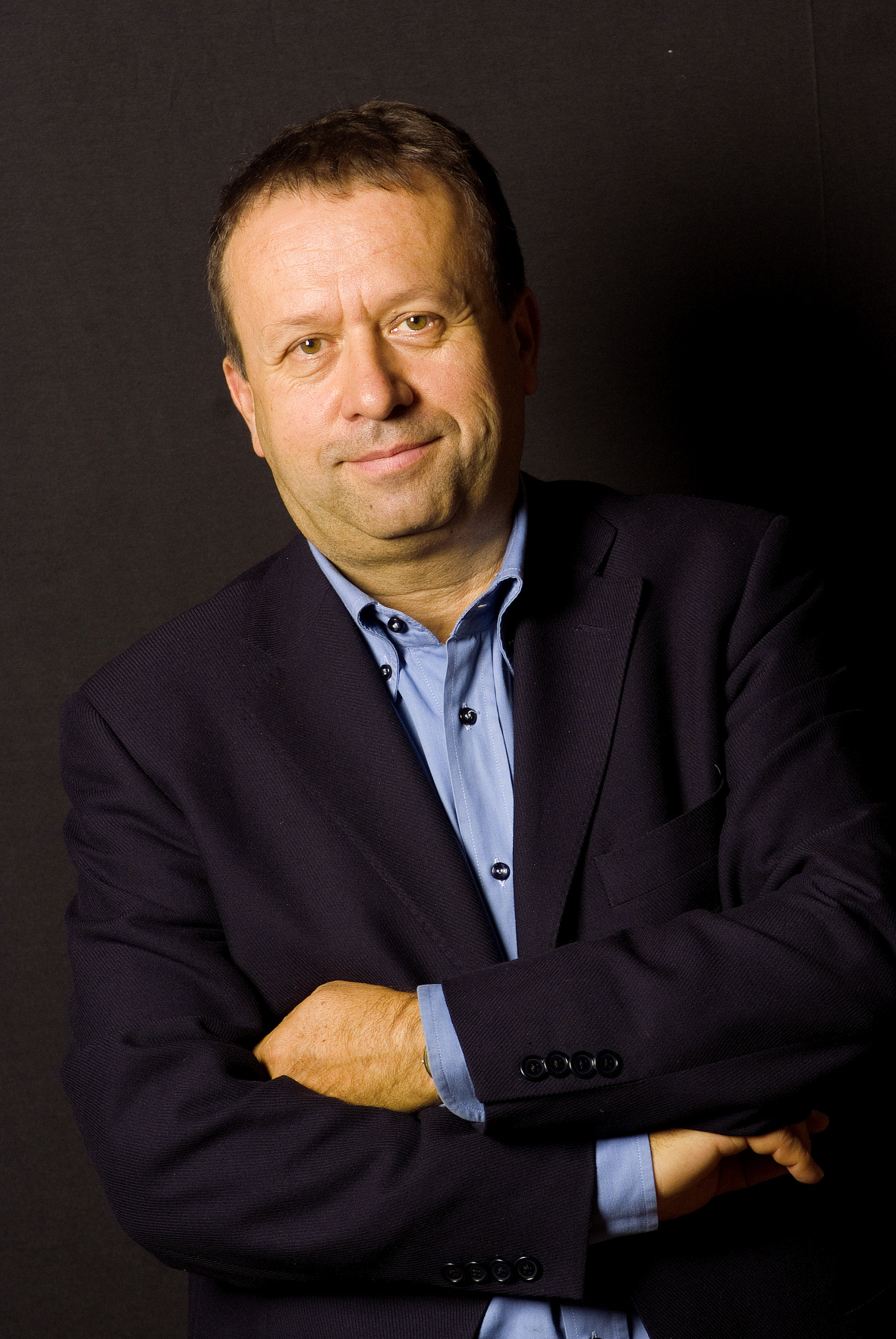
Massimo Montanari (2008)

Massimo Montanari (* 24. Dezember 1949 in Imola) ist ein italienischer Historiker.
Er beschäftigt sich überwiegend mit dem Mittelalter. Sein Forschungsschwerpunkt ist Agrar- und Ernährungsgeschichte, so dass er sehr viel zur Esskultur des Mittelalters und zur Kulturgeschichte der Ernährung in Italien insgesamt veröffentlicht hat. Massimo Montanari hat 1990–1994 an der Universität Catania gelehrt und ist seit 1994 an der Universität Bologna tätig. Im deutschsprachigen Raum ist er vor allem bekannt, weil er in der Reihe Von Marathon bis Maastricht – Europa macht Geschichte den Band Der Hunger und der Überfluß – Kulturgeschichte der Ernährung in Europa herausgab.

## Veröffentlichungen (Auswahl)
- Éhség és bőség. Budapest 1999.
- mit Jean-Luis Flandrin: Food: A Culinary History from Antiquity to the Present. London 1999.
- Der Hunger und der Überfluß. Kulturgeschichte der Ernährung in Europa. C.H. Becksche Verlagsbuchhandlung, München 1999, ISBN 3-406-44025-8.